# 威廉一世 (拿騷-迪倫堡)
威廉一世（德語：Wilhelm der Reiche，1487年4月10日—1559年10月6日），拿騷-迪倫堡伯爵，荷蘭國父「沉默者」威廉的父親。

## 家庭
1519年，威廉與埃格蒙的瓦爾伯加（Walburga of Egmont）結婚，兩人共有兩個女兒：
- 伊莉莎白（1520年—1523年），夭折
- 瑪格達列妮（1522年—1567年）

瓦爾伯加於1529年去世。1531年，威廉與斯托爾貝格的朱麗安娜結婚，兩人共有5子6女：
- 威廉（1533年—1584年），綽號「沉默者」，1544年成為奧蘭治親王
- 約翰（1536年—1606年），1559年繼位為拿騷-迪倫堡伯爵
- 路易（1538年—1574年）
- 瑪麗亞（英语：Maria of Nassau (1539–1599)）（1539年—1599年），雲達貝治伯爵夫人
- 阿道夫（英语：Adolf of Nassau (1540–1568)）（1540年—1568年）
- 安娜（英语：Anna of Nassau-Dillenburg (1541–1616)）（1541年—1616年），拿騷-威爾堡伯爵夫人
- 伊莉莎白（英语：Elisabeth of Nassau-Dillenburg）（1542年—1603年），索爾姆斯-布勞恩費爾斯伯爵夫人
- 凱薩琳（1543年—1624年），阿恩施塔特金特四十一世伯爵夫人
- 朱莉安妮（英语：Juliane of Nassau-Dillenburg (1546–1588)）（1546年—1588年），魯多爾施塔特阿爾布雷希特七世伯爵夫人
- 瑪格達列娜（英语：Magdalena of Nassau-Dillenburg）（1547年—1633年），霍恩洛厄-魏克斯海姆伯爵夫人
- 亨利（英语：Henry of Nassau-Dillenburg）（1550年—1574年）